# Smalplaatviltkop
De smalplaatviltkop (Mallocybe perbrevis) is een schimmel behorend tot de familie Inocybaceae. Hij leeft op de grond en vormt ectomycorrhiza met loofbomen.

## Kenmerken
Deze naam wordt gebruikt voor een taxon uit de I. dulcamara-groep met een iets gladdere hoed en smalle, niet-buikige lamellen. Deze groep vergt nog nader onderzoek.
Er zijn geen pleurocystidia aanwezig (net als alle soorten uit het genus).

## Verspreiding
De smalplaatviltkop komt vooral voor in Europa. In Nederland komt hij zeer zeldzaam voor. Hij is onder meer aangetroffen in Oostelijk Flevoland en Eindhoven.